# Agnieszka Wojtkowska
Agnieszka Wojtkowska (* 30. Januar 1987 in Głubczyce) ist eine polnische Badmintonspielerin. 

## Karriere
Agnieszka Wojtkowska gewann nach drei Juniorentiteln in Polen 2005 ihre erste Medaille bei den Erwachsenen. 2009 erkämpfte sie sich ihren ersten nationalen Titel und siegte auch bei den Hungarian International.

## Sportliche Erfolge
| Saison | Veranstaltung                          | Disziplin   | Platz | Name                                                                                 |
| ------ | -------------------------------------- | ----------- | ----- | ------------------------------------------------------------------------------------ |
| 2004   | Polnische Meisterschaften der Junioren | Dameneinzel | 1     | Agnieszka Wojtkowska                                                                 |
| 2005   | Polnische Meisterschaften der Junioren | Damendoppel | 1     | Natalia Pocztowiak / Agnieszka Wojtkowska                                            |
| 2005   | Polnische Meisterschaften der Junioren | Dameneinzel | 1     | Agnieszka Wojtkowska                                                                 |
| 2005   | Polnische Einzelmeisterschaften        | Damendoppel | 3     | Angelika Węgrzyn / Agnieszka Wojtkowska (Technik Głubczyce)                          |
| 2006   | Polnische Einzelmeisterschaften        | Damendoppel | 2     | Angelika Węgrzyn / Agnieszka Wojtkowska (Technik Głubczyce)                          |
| 2007   | Polnische Einzelmeisterschaften        | Dameneinzel | 2     | Agnieszka Wojtkowska (Lks Technik Głubczyce)                                         |
| 2007   | Polnische Einzelmeisterschaften        | Damendoppel | 3     | Natalia Pocztowiak / Agnieszka Wojtkowska (Lks Technik Głubczyce)                    |
| 2008   | Polnische Einzelmeisterschaften        | Mixed       | 3     | Wojciech Szkudlarczyk / Agnieszka Wojtkowska (Lks Technik Głubczyce)                 |
| 2008   | Polnische Einzelmeisterschaften        | Damendoppel | 2     | Małgorzata Kurdelska / Agnieszka Wojtkowska (Azsuw Warszawa / Lks Technik Głubczyce) |
| 2009   | Hungarian International                | Mixed       | 1     | Wojciech Szkudlarczyk / Agnieszka Wojtkowska                                         |
| 2009   | Polnische Einzelmeisterschaften        | Damendoppel | 1     | Małgorzata Kurdelska / Agnieszka Wojtkowska                                          |
| 2011   | Scottish Open                          | Mixed       | 2     | Wojciech Szkudlarczyk / Agnieszka Wojtkowska                                         |
| 2012   | Polnische Einzelmeisterschaft          | Damendoppel | 1     | Agnieszka Wojtkowska / Natalia Pocztowiak                                            |
| 2012   | Polnische Einzelmeisterschaft          | Mixed       | 1     | Wojciech Szkudlarczyk / Agnieszka Wojtkowska                                         |
| 2013   | Polnische Einzelmeisterschaft          | Damendoppel | 1     | Agnieszka Wojtkowska / Aneta Wojtkowska                                              |
| 2014   | Polnische Einzelmeisterschaft          | Damendoppel | 1     | Agnieszka Wojtkowska / Aneta Wojtkowska                                              |
| 2014   | Polnische Einzelmeisterschaft          | Mixed       | 1     | Robert Mateusiak / Agnieszka Wojtkowska                                              |
| 2015   | Polnische Einzelmeisterschaft          | Damendoppel | 1     | Agnieszka Wojtkowska / Aneta Wojtkowska                                              |
| 2015   | Polnische Einzelmeisterschaft          | Mixed       | 3     | Wojciech Szkudlarczyk / Agnieszka Wojtkowska                                         |
| 2016   | Polnische Einzelmeisterschaft          | Damendoppel | 1     | Agnieszka Wojtkowska / Aneta Wojtkowska                                              |
| 2016   | Polnische Einzelmeisterschaft          | Mixed       | 2     | Miłosz Bochat / Agnieszka Wojtkowska                                                 |
| 2017   | Polnische Einzelmeisterschaft          | Damendoppel | 1     | Agnieszka Wojtkowska / Aneta Wojtkowska                                              |
| 2017   | Polnische Einzelmeisterschaft          | Mixed       | 2     | Wojciech Szkudlarczyk / Agnieszka Wojtkowska                                         |
| 2018   | Polnische Einzelmeisterschaft          | Damendoppel | 1     | Agnieszka Wojtkowska / Aneta Wojtkowska                                              |
| 2018   | Polnische Einzelmeisterschaft          | Mixed       | 3     | Adrian Dziółko / Agnieszka Wojtkowska                                                |